# Michail Nelken
Michail Nelken (*  29. Februar 1952 in Ost-Berlin) ist ein deutscher Politiker (Die Linke, zuvor PDS und SED).

## Biografie
Michail Nelken legte sein Abitur 1970 ab und studierte anschließend bis 1974 an der Humboldt-Universität zu Berlin Philosophie mit dem Abschluss als Diplomphilosoph. Außerdem absolvierte er eine Ausbildung zum Elektrosignalschlosser.
Von 1980 bis 1991 war er als wissenschaftlicher Mitarbeiter an der Akademie der Wissenschaften der DDR beschäftigt. 1987 wurde er dort mit dem Thema Zum Beitrag August Bebels im Ringen um die Durchsetzung und Verteidigung weltanschaulich-theoretischer Grundanschauungen des Marxismus in der deutschen Sozialdemokratie im Verlauf von Programmdebatte und Revisionismusstreit (1891–1903/04) zum Dr. phil. promoviert.
Nelken lebt in einer eheähnlichen Lebensgemeinschaft und hat drei Kinder.

## Politik
Nelken trat 1976 in die SED ein und kam damit zunächst in die PDS und dann in die Partei Die Linke. Bei den Wahlen zum Berliner Abgeordnetenhaus 1995, 1999 und 2001 wurde er jeweils in das Abgeordnetenhaus gewählt, dem er bis 2006 angehörte. Von 2006 bis 2011 war er in der Nachfolge von Almuth Nehring-Venus, die als Staatssekretärin in die Senatsverwaltung für Wirtschaft, Technologie und Frauen wechselte, Bezirksstadtrat für Wirtschaft, Kultur und Stadtentwicklung im Bezirk Pankow.
In dieser Eigenschaft wurde zweimal ein Missbilligungsantrag gegen ihn gestellt. Anfang Dezember 2010 erhielt der 2. Antrag, Anlass für die Missbilligung war die nicht erfolgreiche Suche nach neuen Örtlichkeiten der Jugendkulturangebote Murkelbühne und der Klangschmiede, eine Mehrheit.
Seit dem 27. Oktober 2011 war er bis zur Bildung der neuen Bezirksverordnetenversammlung Pankower Bezirksverordneter.
Vom 1. Februar 2017, als er für den ausgeschiedenen Klaus Lederer ins Abgeordnetenhaus nachrückte, bis zum Ende der Legislaturperiode 2021 war er wieder Mitglied des Landesparlamentes.